# Aeroportul Oslo
Aeroportul Oslo (IATA: OSL, ICAO: ENGM) este un aeroport din Ullensaker, Akershus, Norvegia ce deservește zona Oslo. Aeroportul a fost tranzitat în 2022 de 22.467.510 pasageri. A fost deschis în 8 octombrie 1998 și numit după zona deservită.
Situat la o altitudine de 208 m, aeroportul dispune de 2 piste. Este operat de Avinor⁠(d).

## Infrastructură

### Piste
Aeroportul dispune de 2 piste. Pista 01L/19R are suprafața de beton și dimensiunile 3.600 m × 45 m. Pista 01R/19L are suprafața de beton și dimensiunile 2.950 m × 45 m. 

### Terminale
Aerogara are în componență 2 terminale, Oslo Airport tower⁠(d) și Oslo Airport Station⁠(d).